# Dimitri Lauwers
Dimitri Lauwers (* 30. April 1979 in Lüttich) ist ein ehemaliger belgischer Basketballspieler. Er spielte ab dem Jahr 2000 zunächst vier Jahre in Frankreich, bevor er nach Italien wechselte, wo er später auch eingebürgert wurde. Er war Mitglied der belgischen Nationalmannschaft, mit der er auch bei der EM-Endrunde 2011 antrat. 2012 wurde er belgischer Meister.

## Karriere
Lauwers begann seine Laufbahn als Berufsbasketballspieler 1997 bei Sunair Ostende. Er wurde mit der Mannschaft 1998 belgischer Pokalsieger. 2000 wurde man belgischer Vizemeister. Auf internationaler Ebene erreichte man 1999 das Halbfinale des Korać-Cups, welches gegen CB Estudiantes Madrid verloren ging. Zudem spielte Lauwers zusammen mit Dirk Nowitzki in der Weltauswahl der Nachwuchsspieler, die beim Nike Hoop Summit 1998 die US-Auswahl besiegte, und war damit der erste belgische Nachwuchsspieler, der an diesem Vergleich teilnahm. Im Jahr 2000 wechselte Lauwers in die französische LNB Pro A, wo er mit Le Mans Sarthe Basket das Halbfinale um die französische Meisterschaft erreichte, welches gegen den späteren Meister EB Pau-Orthez verloren ging. Für die folgende Spielzeit 2001/02 wechselte er zum regionalen Rivalen und Ligakonkurrenten aus Cholet, mit dem er ebenfalls im Meisterschafts-Halbfinale gegen späteren Meister ASVEL ausschied. Mit Jeanne d’Arc Dijon Bourgogne gewann er in der Spielzeit 2003/04 den Ligapokal Semaine de As. Im Endspiel bezwang man seinen ehemaligen Klub aus Le Mans. In den Meisterschafts-Play-offs schied man gegen den Hauptrundenersten MSB jedoch in der ersten Runde aus. Auf internationaler Ebene erreichte man 2004 das Endspiel der FIBA EuroCup Challenge, welches gegen den deutschen Vertreter Mitteldeutscher BC verloren ging.
2004 wechselte Lauwers nach Italien und spielte in der Lega Basket Serie A in Teramo. Nach einer Spielzeit wechselte er zum Verein aus Scafati in die zweite italienische Liga LegADue, mit dem er 2006 die Meisterschaft und den Aufstieg in die Serie A erreichte. Nach zwei Spielzeiten stieg man 2008 nach wirtschaftlichen Schwierigkeiten und Punktabzügen wieder ab. Lauwers wechselte bereits im Februar 2008 zum Ligakonkurrenten und Traditionsverein Virtus Bologna, der nach seiner Rückkehr in die Serie A 2005 zu diesem Zeitpunkt jedoch auch eine sehr mäßige Saison spielte. Nach wenigen Einsätzen für die Bologneser wechselte Lauwers im Januar 2009 zu Pallacanestro Varese in die zweite Liga zurück. Der bestimmende europäische Basketballverein der 1970er Jahre erreichte zusammen mit Lauwers die Meisterschaft in der zweiten Liga und den Wiederaufstieg in die Serie A. Lauwers selbst wechselte im Sommer 2009 nach Avellino, dem kampanischen Rivalen seines ehemaligen Vereins Scafati Basket, bei dem er erneut bis 2011 mit dem polnischen Nationalspieler Szymon Szewczyk zusammenspielte, der auch schon sein Mannschaftskamerad bei Scafati in der Saison 2006/07 war.
Mit der belgischen Nationalmannschaft gelang 2010 erstmals seit der Europameisterschaft 1993 wieder eine Qualifikation für eine EM-Endrunde. Kurz vor Turnierbeginn der Endrunde 2011 verletzte sich doch der wichtigste belgische Spieler Axel Hervelle. Die Belgier blieben mit Lauwers sieglos und schieden in der Vorrunde aus. Im März 2012 verließ Lauwers schließlich auch Avellino und kehrte nach Ostende zurück, wo er seine Karriere begonnen hatte. Er gewann mit Ostende den Meistertitel, kehrte hernach aber nicht ins Aufgebot der Flamen zurück, sondern schloss sich im März 2013 dem italienischen Zweitligisten Tezenis Verona an.
2013/14 spielte er mit Sutor Basket Montegranaro in der höchsten Liga Italiens, es folgten zwei Jahre beim Zweitligisten US Recanati. 2017 verstärkte Lauwers zum Abschluss seiner Laufbahn Bergamo Basket 2014 in der Serie B.

## Sonstiges
Lauwers ist seit 2009 mit der italienischen Beachvolleyball-Europameisterin Greta Cicolari befreundet. 2023 bekam das Paar eine Tochter.